# Pretérito pluscuamperfecto
El pretérito pluscuamperfecto (del latín plus quam perfectum, «más que concluido»), o antecopretérito en algunos países, indica una acción pasada ocurrida con anterioridad a otra también pasada, es decir, con anterioridad a otro tiempo pretérito. («Cuando llegó, ya había muerto»).
Es un tiempo verbal relativo de aspecto perfectivo. Es característico de las lenguas romances.
Los idiomas asturleonés, portugués y gallego mantienen en uso actual el pretérito pluscuamperfecto simple o sintético: eu dera / you diere (yo había dado), eu fizera/fixera / you ficiere (yo había hecho). Dichas formas simples son arcaicas o dialectales en el castellano actual.